# The 7/27 Tour
The 7/27 Tour è stato il quinto tour ufficiale del gruppo musicale statunitense Fifth Harmony. È stato creato per promuovere il loro il loro secondo album in studio 7/27 (2016). Il tour era composto da 3 tappe per un totale di 59 spettacoli. Il tour ha preso inizio a Lima, in Perù il 22 giugno 2016 e si concluderà l'8 aprile 2017 a Singapore. Il tour ha avuto modifiche e cancellazione di concerti come quello che si sarebbe dovuto tenere il 4 novembre 2016 a Francoforte in Germania.
I concerti sono stati aperti da JoJo, Victoria Monét, Lali, Jake Miller, Aleem, Camryn, Looking Up, Melody Sixz e The Filharmonic
Nel gennaio 2017 sono state annunciate nuove date del tour, è la prima volta che il gruppo si esibirà dopo l'uscita del gruppo di Camila Cabello avvenuta il 18 dicembre 2016.; inoltre sarà la prima volta che il tour si esibirà in tournée in Asia.

## Background
Il tour è stato creato per promuovere il loro il loro secondo album in studio 7/27 (2016). Il tour era composto da 3 tappe per un totale di 59 spettacoli. Il tour ha preso inizio a Lima, in Perù il 22 giugno 2016 e si è concluso il 29 ottobre 2016 a Anversa, nel Belgio.
Nel corso del tour 9 concerti, tra cui quelli di Las Vegas, San Diego, Zurigo, Ginevra e Berlino sono stati cancellati e 4 concerti, tra cui quelli di Parigi e Oslo sono stati riprogrammati. Non sono state rilasciate comunicazioni o dichiarazioni dalla band o dalla casa discografica circa la cancellazione e la riprogrammazione dei concerti.

## Scaletta del Tour

### America Latina
1. Body Rock
2. Miss Movin' On
3. Sledgehammer
4. Dope
5. Reflection
6. Going Nowhere
7. No Way
8. Write On Me
9. This Is How We Roll

1. Brave Honest Beautiful
2. Boss
3. We Know
4. Squeeze
5. Like Mariah
6. Worth It
7. All In My Head (Flex)
8. Work From Home

### Nord America
1. That's My Girl
2. Miss Movin' On
3. Sledgehammer
4. Reflection
5. This Is How We Roll
6. Scared Of Happy
7. Write On Me
8. I Lied
9. No Way
10. We Know

1. Dope
2. Squeeze
3. Big Bad Wolf
4. Boss
5. Not That Kinda Girl
6. All In My Head (Flex)
7. Brave Honest Beautiful (versione acustica)
8. Gonna Get Better
9. Voicemail/Worth It
10. Work From Home

### Europa
1. That's My Girl
2. Miss Movin' On
3. Sledgehammer
4. Reflection
5. This Is How We Roll
6. Scared Of Happy
7. Write On Me
8. I Lied
9. No Way
10. We Know
11. Dope

1. Squeeze
2. Big Bad Wolf
3. Boss
4. Not That Kinda Girl
5. All In My Head (Flex)
6. Brave Honest Beautiful (versione acustica)
7. Gonna Get Better
8. Voicemail/Worth It
9. Work From Home
10. I'm In Love With A Monster

## Date del tour
| Data              | Città               | Paese       | Luogo                                       | Biglietti venduti / disponibili | Incasso  |
| ----------------- | ------------------- | ----------- | ------------------------------------------- | ------------------------------- | -------- |
| America Latina    |                     |             |                                             |                                 |          |
| 22 giugno 2016    | Lima                | Perù        | Anfiteatro del Parque de la Exposición      | 4.668 / 4.668 (100%)            | $245.669 |
| 24 giugno 2016    | Santiago            | Cile        | Movistar Arena                              | 12.150 / 16.419 (74%)           | $461.590 |
| 26 giugno 2016    | Buenos Aires        | Argentina   | DirecTV Arena                               | 10.000 / 10.000 (100%)          | $262.580 |
| 28 giugno 2016    | Porto Alegre        | Brasile     | Pepsi on Stage                              | 3.675 / 4.600 (94%)             | $191.786 |
| 29 giugno 2016    | Curitiba            | Brasile     | Expo Unimed                                 | 3.941 / 4.300 (95%)             | $223.617 |
| 1 luglio 2016     | Rio de Janeiro      | Brasile     | Vivo Rio                                    | 3.686 / 3.686 (100%)            | $247.629 |
| 3 luglio 2016     | Brasilia            | Brasile     | NET Live                                    | 4.600 / 4.600 (100%)            | $252.559 |
| 5 luglio 2016     | San Paolo           | Brasile     | Espaço das Américas                         | 7.422 / 7.422 (100%)            | $445.402 |
| Nord America      |                     |             |                                             |                                 |          |
| 27 luglio 2016    | Manchester          | Stati Uniti | Verizon Wireless Arena                      | 11.770 / 11.770 (100%)          | -        |
| 28 luglio 2016    | Boston              | Stati Uniti | Blue Hills Bank Pavilion                    | 5.000 / 5.000 (100%)            | -        |
| 29 luglio 2016    | Fairfax             | Stati Uniti | EagleBank Arena                             | 7.200 / 10.000 (72%)            | -        |
| 30 luglio 2016    | Uncasville          | Stati Uniti | Mohegan Sun Arena                           | 5.208 / 6.823 (94%)             | $203.112 |
| 2 agosto 2016     | Brooklyn            | Stati Uniti | Ford Amphitheater at Coney Island Boardwalk | 5.000 / 5.000 (100%)            | -        |
| 3 agosto 2016     | Darien              | Stati Uniti | Darien Lake Performing Arts Center          | -                               | -        |
| 5 agosto 2016     | Bangor              | Stati Uniti | Darling's Waterfront Pavilion               | 15.996 / 16.000(99,9%)          | -        |
| 6 agosto 2016     | Providence          | Stati Uniti | Dunkin' Donuts Center                       | 12.382 / 12.400 (99,8%)         | -        |
| 7 agosto 2016     | Camden              | Stati Uniti | Dunkin' Donuts Center                       | 6.996 / 7.000 (99,9%)           | -        |
| 9 agosto 2016     | Cleveland           | Stati Uniti | Jacobs Pavilion                             | 5.500 / 5.500 (100%)            | -        |
| 11 agosto 2016    | Toronto             | Canada      | Molson Canadian Amphitheatre                | 12.785 / 16.000 (75%)           | -        |
| 13 agosto 2016    | Rochester Hills     | Stati Uniti | Meadow Brook Amphitheatre                   | -                               | -        |
| 14 agosto 2016    | Noblesville         | Stati Uniti | Klipsch Music Center                        | -                               | -        |
| 18 agosto 2016    | Virginia Beach      | Stati Uniti | Veterans United Home Loans Amphitheater     | -                               | -        |
| 19 agosto 2016    | Raleigh             | Stati Uniti | Red Hat Amphitheater                        | 5.990 / 5.990 (100%)            | -        |
| 20 agosto 2016    | Charlotte           | Stati Uniti | Charlotte Metro Credit Union Amphitheatre   | 5.000 / 5.000 (100%)            | -        |
| 21 agosto 2016    | Nashville           | Stati Uniti | Carl Black Chevy Woods Amphitheater         | 5.000 / 5.000 (100%)            | -        |
| 23 agosto 2016    | Atlanta             | Stati Uniti | Chastain Park Amphitheater                  | 6.900 / 6.900 (100%)            | -        |
| 25 agosto 2016    | Tampa               | Stati Uniti | MidFlorida Credit Union Amphitheatre        | 17.958 / 20.000 (83%)           | -        |
| 26 agosto 2016    | West Palm Beach     | Stati Uniti | Perfect Vodka Amphitheatre                  | -                               | -        |
| 31 agosto 2016    | Chicago             | Stati Uniti | FirstMerit Bank Pavilion                    | 13.750 / 15.000 (84%)           | -        |
| 1 settembre 2016  | Kansas City         | Stati Uniti | Starlight Theatre                           | 7.648 / 9.158 (82%)             | -        |
| 2 settembre 2016  | Maryland Heights    | Stati Uniti | Hollywood Casino Amphitheatre               | -                               | -        |
| 4 settembre 2016  | Dallas              | Stati Uniti | Gexa Energy Pavilion                        | -                               | -        |
| 5 settembre 2016  | The Woodlands       | Stati Uniti | Cynthia Woods Mitchell Pavilion             | -                               | -        |
| 6 settembre 2016  | Midland             | Stati Uniti | Midland County Horseshoe Arena              | 3.500 / 3.500 (100%)            | -        |
| 8 settembre 2016  | Phoenix             | Stati Uniti | Ak-Chin Pavilion                            | -                               | -        |
| 9 settembre 2016  | Irvine              | Stati Uniti | Irvine Meadows Amphitheatre                 | 16.085 / 16.085 (100%)          | -        |
| 10 settembre 2016 | Concord             | Stati Uniti | Concord Pavilion                            | 16.085 / 16.085 (100%)          | -        |
| 27 settembre 2016 | Città del Messico   | Messico     | Auditorio Nacional                          | 9.968 / 10.000 (98,9)           | $479.934 |
| 29 settembre 2016 | Monterrey           | Messico     | Auditorio Banamex                           | -                               | -        |
| 1 ottobre 2016    | Guadalajara         | Messico     | Auditorio Telmex                            | 11.500 / 11.500 (100%)          | -        |
| Europa            |                     |             |                                             |                                 |          |
| 4 ottobre 2016    | Dublino             | Irlanda     | 3Arena                                      | 11.584 7 13.000 (86%)           | -        |
| 6 ottobre 2016    | Glasgow             | Regno Unito | SSE Hydro Arena                             | 13.000 / 13.000 (100%)          | -        |
| 7 ottobre 2016    | Manchester          | Regno Unito | Manchester Arena                            | 12.759 / 12.759 (100%)          | -        |
| 8 ottobre 2016    | Cardiff             | Regno Unito | Motorpoint Arena Cardiff                    | 4.649 / 5.000 (97%) (100%)      | -        |
| 10 ottobre 2016   | Londra              | Regno Unito | The O2 Arena                                | 20.000 / 20.000 (100%)          | -        |
| 11 ottobre 2016   | Nottingham          | Regno Unito | Motorpoint Arena Nottingham                 | 7.599 / 10.000 (76%)            | -        |
| 12 ottobre 2016   | Birmingham          | Regno Unito | Barclaycard Arena                           | -                               | -        |
| 14 ottobre 2016   | Barcellona          | Spagna      | Sant Jordi Club                             | 3.000 / 3.000 (100%)            | -        |
| 16 ottobre 2016   | Lisbona             | Portogallo  | Campo Pequeno                               | 8.691 /10.000 (84%)             | -        |
| 22 ottobre 2016   | Frederiksberg       | Danimarca   | Falconer                                    | 2.150 / 2.150 (100%)            | -        |
| 23 ottobre 2016   | Stoccolma           | Svezia      | Annexet                                     | 3.750 / 3.950 (98%)             | -        |
| 24 ottobre 2016   | Oslo                | Norvegia    | Spektrum                                    | 5.385 / 8.700 (72%)             | -        |
| 26 ottobre 2016   | Esch-sur-Alzette    | Lussemburgo | Rockhal                                     | -                               | -        |
| 27 ottobre 2016   | Amsterdam           | Paesi Bassi | Heineken Music Hall                         | 5.500 / 5.500 (100%)            | -        |
| 29 ottobre 2016   | Anversa             | Germania    | Lotto Arena                                 | 5.218 / 5.218 (100%)            | -        |
| Nord America      |                     |             |                                             |                                 |          |
| 18 febbraio 2017  | Metairie            | Stati Uniti | Veterans Memorial Boulevard                 | -                               | -        |
| 20 febbraio 2017  | San Antonio         | Stati Uniti | AT&T Center                                 | -                               | -        |
| 25 febbraio 2017  | Orlando             | Stati Uniti | Universal Studios Florida                   | -                               | -        |
| 17 marzo 2017     | Houston             | Stati Uniti | NRG Stadium                                 | -                               | -        |
| America Centrale  |                     |             |                                             |                                 |          |
| 18 marzo 2017     | Città del Guatemala | Guatemala   | Finca El Jocotillo                          | -                               | -        |
| Asia              |                     |             |                                             |                                 |          |
| 23 marzo 2017     | Okinawa             | Giappone    | Okinawa Convention Center                   | -                               | -        |
| 25 marzo 2017     | Chiba               | Giappone    | Makuhari Messe                              | -                               | -        |
| 26 marzo 2017     | Kōbe                | Giappone    | World Memorial Hall                         | -                               | -        |
| 31 marzo 2017     | Hong Kong           | Hong Kong   | AsiaWorld–Expo                              | -                               | -        |
| 1 aprile 2017     | Taipei              | Taiwan      | National Taiwan University Sports Center    | -                               | -        |
| 5 aprile 2017     | Manila              | Filippine   | Mall of Asia Arena                          | -                               | -        |
| 7 aprile 2017     | Kuala Lumpur        | Malaysia    | Sunway Lagoon                               | -                               | -        |
| 8 aprile 2017     | Singapore           | Singapore   | The Star Performing Arts Centre             | -                               | -        |

## Concerti annullati o spostati
| Data              | Città       | Nazione     | Sede                                    | Motivo                                               |
| ----------------- | ----------- | ----------- | --------------------------------------- | ---------------------------------------------------- |
| 7 luglio 2016     | Bogotà      | Colombia    | -                                       | Non trovato luogo per concerto.                      |
| 13 settembre 2016 | Auburn      | Stati Uniti | White River Amphitheatre                | Sconosciuto                                          |
| 14 settembre 2016 | Ridgefield  | Stati Uniti | Sunlight Supply Amphitheater            | Sconosciuto                                          |
| 16 settembre 2016 | San Diego   | Stati Uniti | Cal Coast Credit Union Open Air Theatre | Sconosciuto                                          |
| 17 settembre 2016 | Las Vegas   | Stati Uniti | The Joint                               | Sconosciuto                                          |
| 18 ottobre 2016   | Marsiglia   | Francia     | Le Dôme de Marseille                    | Sconosciuto                                          |
| 19 ottobre 2016   | Ginevra     | Svizzera    | SEG Geneva Arena                        | Sconosciuto                                          |
| 21 ottobre 2016   | Colonia     | Germania    | Palladium                               | Concerto spostato al 19 ottobre 2016                 |
| 24 ottobre 2016   | Oslo        | Norvegia    | Oslo Spektrum                           | Concerto spostato dal Oslo Spektrum al Sentrum Scene |
| 30 ottobre 2016   | Zurigo      | Svizzera    | Hallenstadion                           | Sconosciuto                                          |
| 1 novembre 2016   | Parigi      | Francia     | Le Zénith                               | Concerto spostato al 18 ottobre 2016                 |
| 2 novembre 2016   | Monaco      | Germania    | Zenith Munich                           | Sconosciuto                                          |
| 3 novembre 2016   | Berlino     | Germania    | Columbiahalle                           | Sconosciuto                                          |
| 4 novembre 2016   | Francoforte | Germania    | Jahrhunderthalle                        | Concerto spostato al 20 ottobre 2016                 |

## Artisti d'apertura
- Lali (in Cile)[7]
- Looking Up (in Argentina)
- Melody Sixz (in Brasile, a Porto Alegre)
- Aleem (in Europa dal 4 ottobre 2016 al 29 ottobre 2016)
- Camryn (in Europa dal 4 ottobre 2016 al 29 ottobre 2016)
- JoJo (in Nordamerica dal 27 luglio 2016 al 10 settembre 2016)[6]
- Victoria Monet (in Nordamerica dal 27 luglio 2016 al 10 settembre 2016)
- Jake Miller(in Nordamerica dal 19 agosto 2016 al 26 agosto 2016)
- The Filharmonic (nelle Filippine)[8]